# جينيفر كيندال
جينيفر كيندال (بالإنجليزية: Jennifer Kendal)‏ هي ممثلة بريطانية، ولدت في 28 فبراير 1933 في ساوثبورت ‏ في المملكة المتحدة، وتوفيت في 7 سبتمبر 1984 في لندن في المملكة المتحدة بسبب سرطان القولون.

## وصلات خارجية
- جينيفر كيندال على موقع IMDb (الإنجليزية)
- جينيفر كيندال على موقع قاعدة بيانات الفيلم (الإنجليزية)